# محوطه محمدآباد

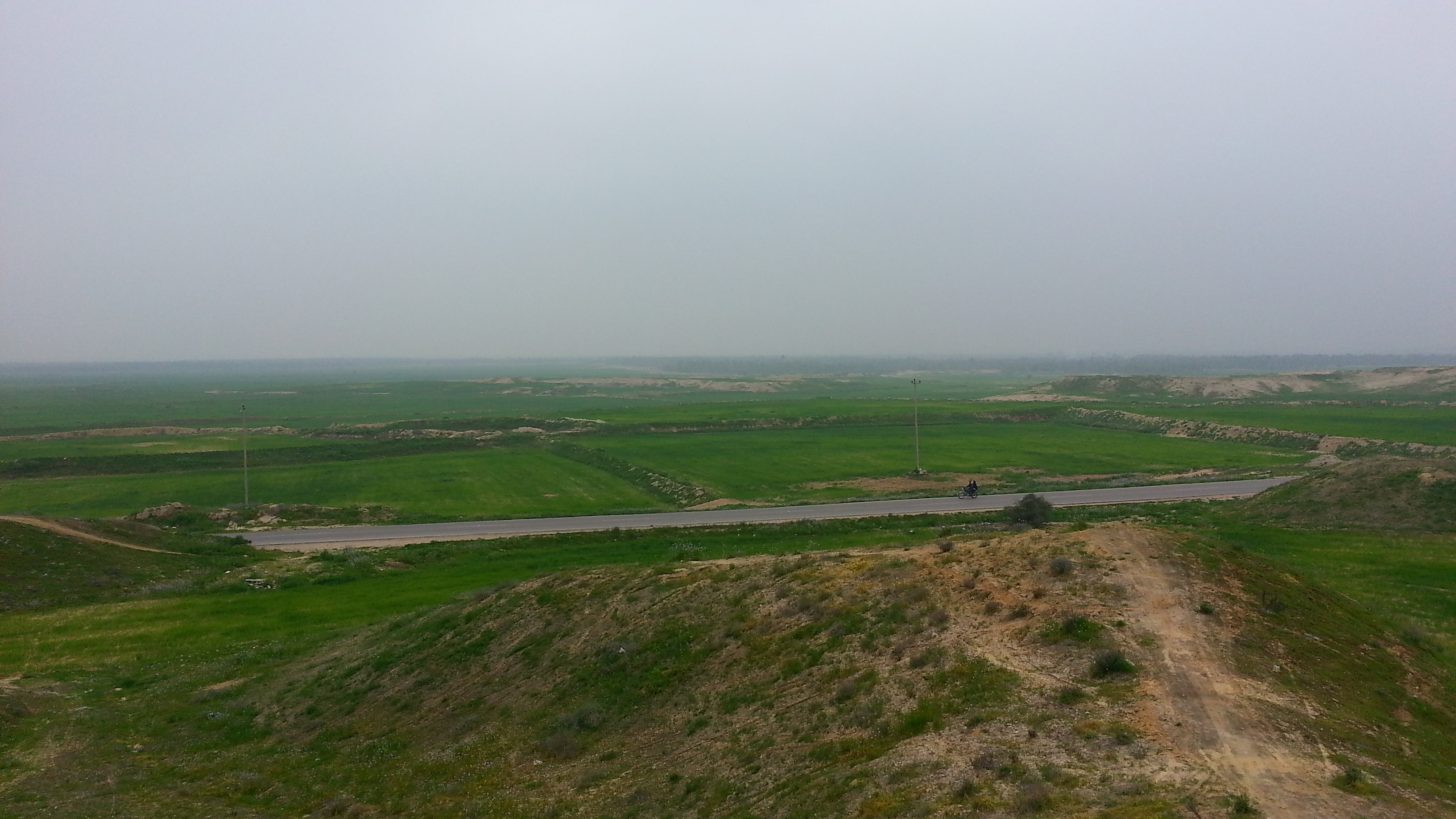
محوطه باستانی محمدآباد

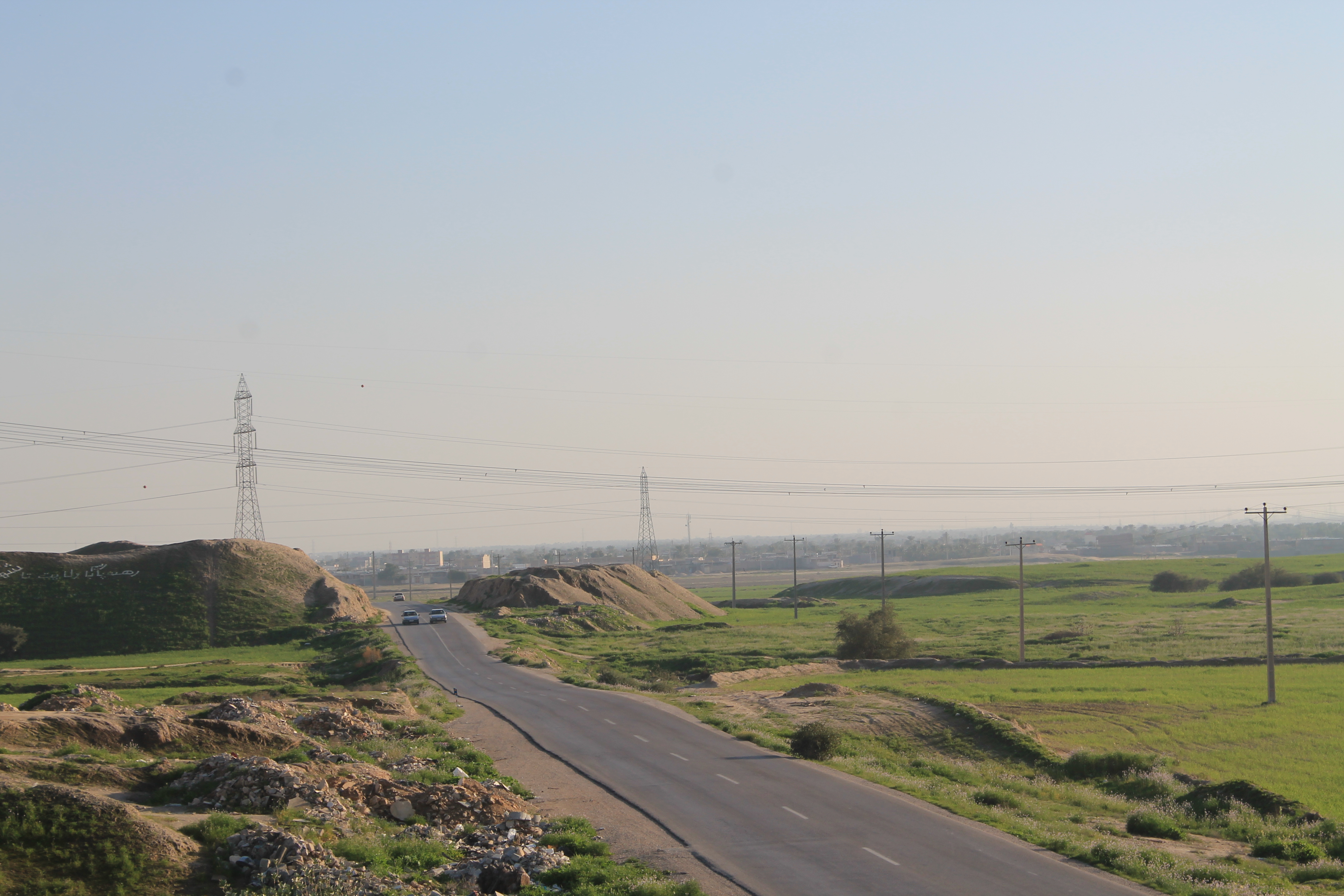
محوطه باستانی محمدآباد1

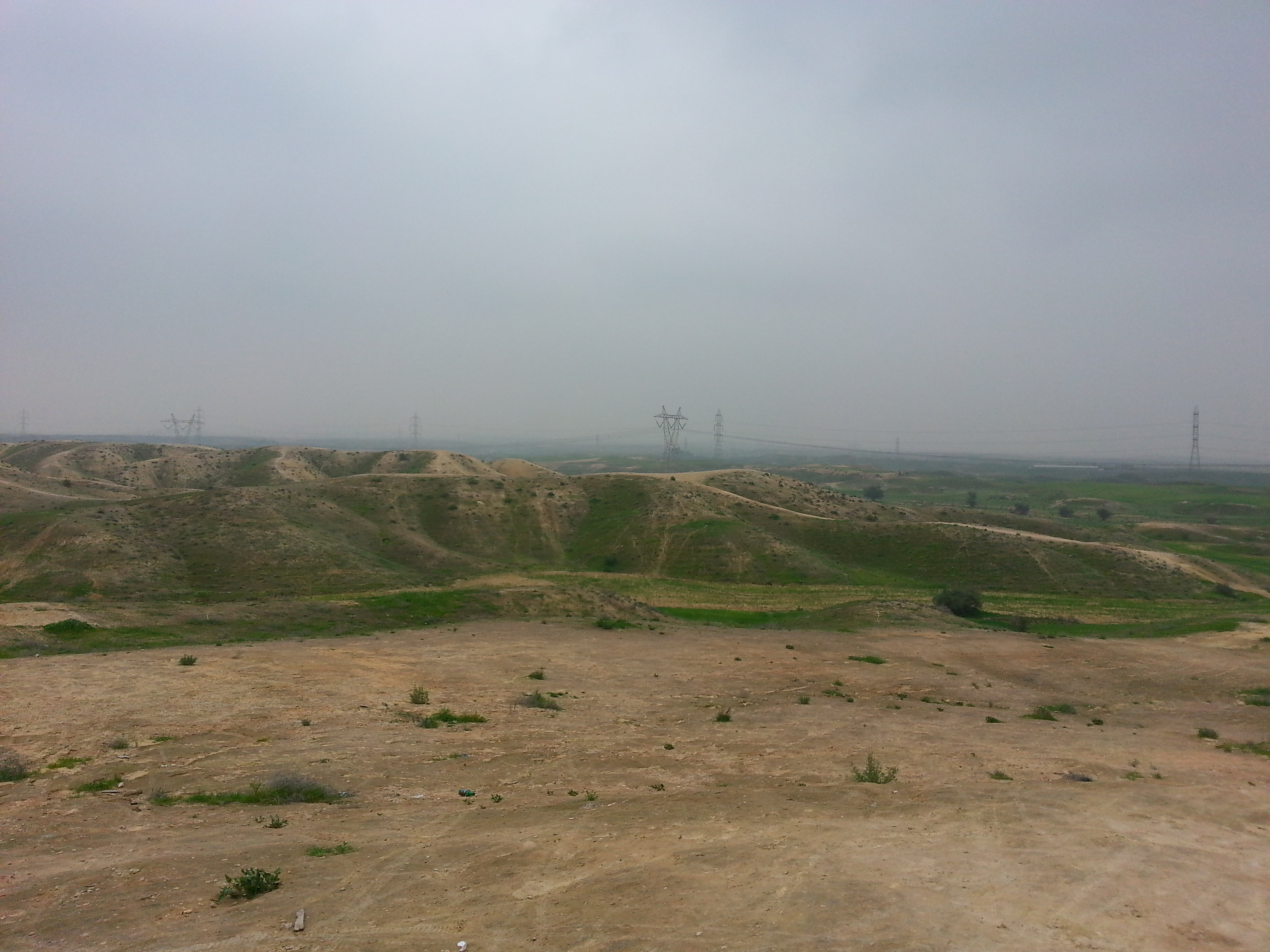
محوطه باستانی محمدآباد تل خندق

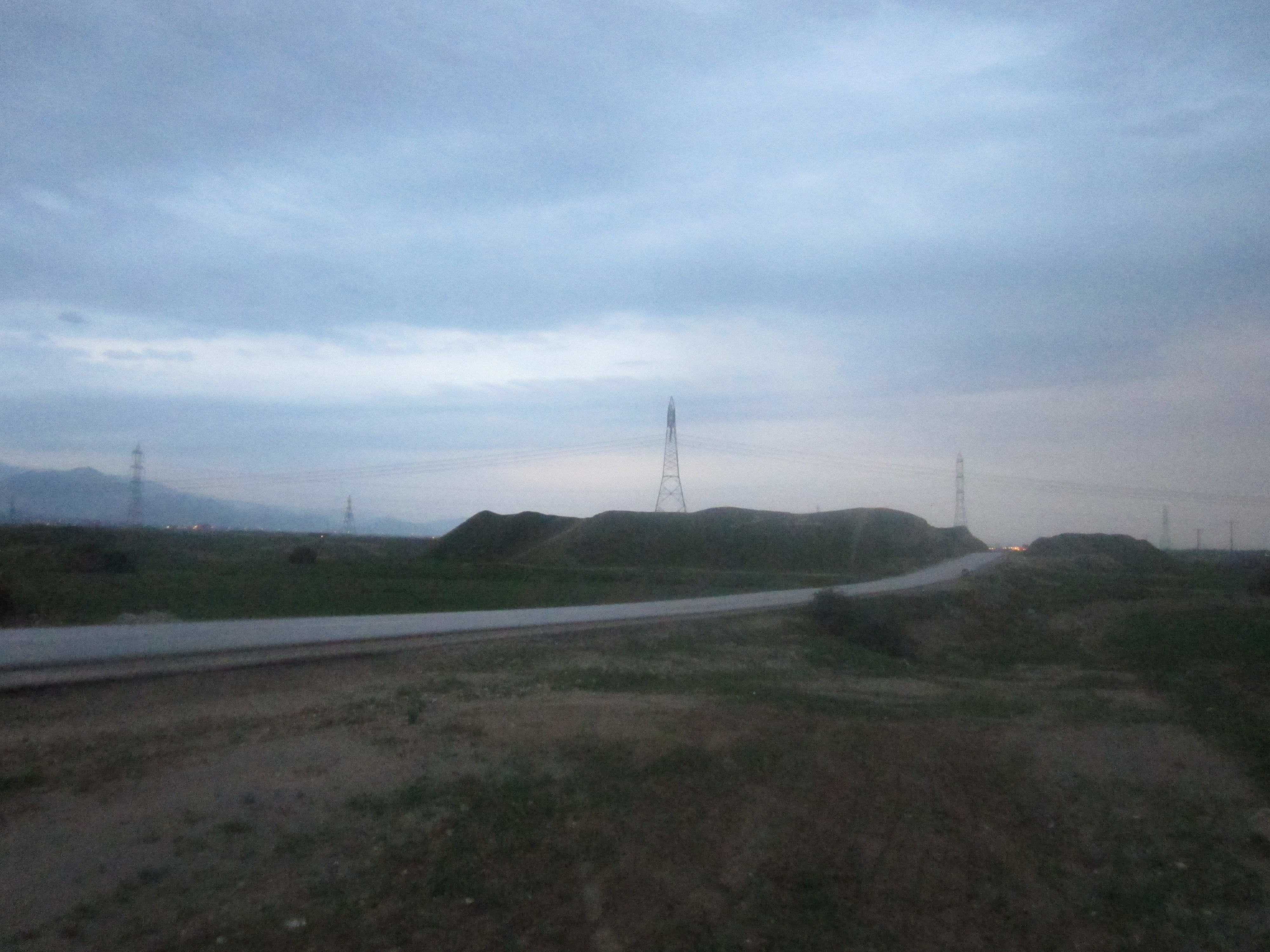
تل خندق 2

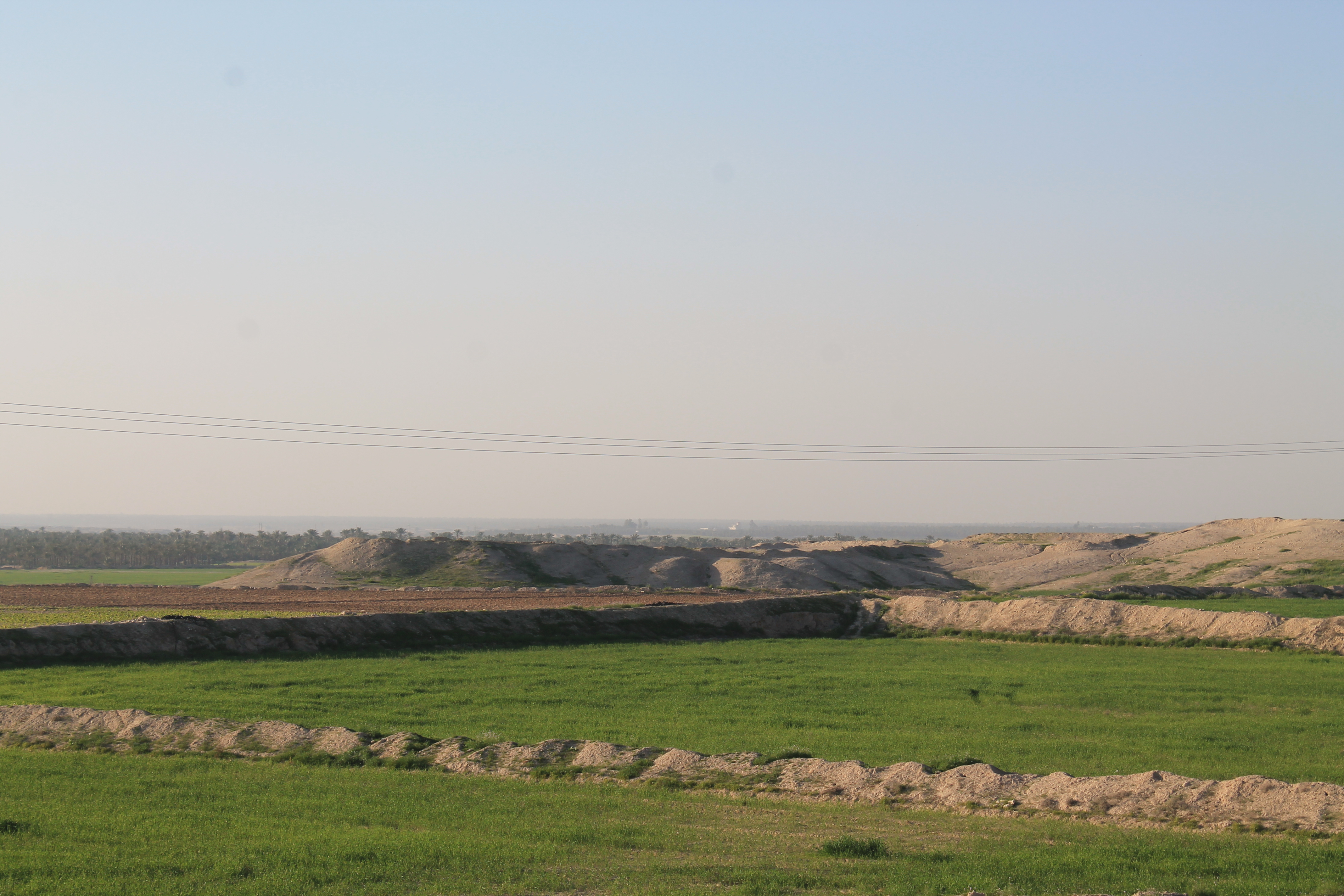
دورنمای محوطه اتشکده

محوطه محمدآباد در شهرستان دشتستان، روستای محمد واقع شده و این اثر در تاریخ ۱۰ مهر ۱۳۸۰ با شمارهٔ ثبت ۴۱۹۲ به‌عنوان یکی از آثار ملی ایران به ثبت رسیده است. این محوطه دارای بسیاری از بناهای تاریخی می‌باشد گخ بخ دلایل فرسایش و تخریب و کشاورزی و رسیدگی نکردن سازمان‌های وابسته به کلی در حال تخریب می‌باشد  . این شهر در قدیم توز نام داشته‌است .